# Institut Valencià d'Art Modern
L'Institut Valencià d'Art Modern (IVAM) és el museu més important d'art modern de la ciutat de València i del País Valencià. El seu objectiu és investigar i difondre l'art dels segles XX i XXI.

## Història
El 1985 fou creat per la Generalitat Valenciana, gràcies a l'impuls de l'historiador i crític d'art Tomàs Llorens, que fou el seu primer president. El 1989 s'inaugurà l'edifici principal, i el 1991 s'inaugurà la Sala de la Muralla, al soterrani. El 2001 fou ampliat amb dos noves sales. Fins al 2002 utilitzà el Centre del Carme com a centre expositiu.
El 2018 l'Advocacia de la Generalitat Valenciana considerà que l'IVAM havia comprat escultures suposadament falses.

## Fons artístic
Els seus fons consten d'11.322 obres en diferents disciplines: pintura, escultura, dibuix, fotografia, vídeo, instal·lació, etc. que il·lustren les manifestacions artístiques bàsiques de l'art del segle xx. Els fons dedicats al disseny gràfic, el fotomuntatge i la fotografia dels grans mestres del s. XX ocupen un lloc important en la col·lecció de la pinacoteca, ja que el museu disposa de més de 2.000 títols. També les diverses tendències i llenguatges sorgits a partir dels anys 70 tenen la seua presència al museu.
El 2018 van fer la seva primera exposició temporal sobre l'obra de Joan Miró.

## Col·lecció
Compta amb un patrimoni artístic amb obres de diferents geografies i contextos culturals, que inclou el treball d'artistes valencians, europeus i americans.
La col·lecció va començar a formar-se en 1985, i va ser ampliada amb adquisicions i donacions, incloent conjunts d’obres representatives, com les de Juli González i d’Ignasi Pinazo, la col·lecció de l’IVAM ha anat estructurant-se entorn d’uns eixos conceptuals i històrics que inclouen les avantguardes històriques de la principis del segle XX i que continuen amb les tendències posteriors.
L'IVAM organitza la seua col·lecció entorn de criteris que subratllen la seua sòlida personalitat específica. S'aposta per conjuminar allò modern i allò contemporani, alló global i alló local, alló cronològic i alló transversal, allò perceptiu i la recerca, allò discursiu i participatiu.
La col·lecció de l'IVAM s'estructura en huit eixos centrals que vertebren un museu singular, amb unes característiques diferents als altres, amb una identitat definida sobre la base de l'estudi i l'anàlisi dels llenguatges artístics de l'últim segle: Juli González i Ignasi Pinazo, que són els dos referents fonamentals en l'inici de la Modernitat, l'Abstracció analítica, les Poétiques oníriques i Dadà, la Gestualitat informalista, La realitat i les seues cròniques, Cartografies urbanes, Mitologies individuals i Contemporaneïtats 1980-2010.
1. Abstracció Analítica és un concepte que arreplega des de les avantguardes artístiques russes, amb Naum Gabo, Nicolas Pesvner, El Lissitzky, Dziga Vertov o Gustav Klucis, i d'altres països europeus, amb Frantisek Kupka, László Moholy-Nagy, László Péri, Otto Freundlich, Georges Vantogerloo o Jean Hélion, de les primeres dècades del segle xx, fins a les obres de l'Equip 57, Pablo Palazuelo o Joaquim Torres-García, passant pels artistes valencians Andreu Alfaro, Eusebio Sempere o José Mª Yturralde. L'IVAM posseeix una de les col·leccions més singulars d'Espanya del període històric de les avantguardes (1914-1945).
2. Poètiques oníriques i Dadà inclou el conjunt d'obres, especialment en paper, collage i fotografia que l'IVAM posseeix d'artistes dadaistes i surrealistes. Entre els més destacats estarien Kurt Schwitters, Raoul Hausmann, Marcel Duchamp, Man Ray, André Kertész, Óscar Domínguez o Grete Stern.
3. Gestualitat informalista és un apartat en què trobem les aportacions dels artistes espanyols Antoni Tàpies, Antonio Saura, Manuel Miralles i Eduardo Chillida, al costat dels treballs de pintors internacionals com Lee Krasner, Franz Kline, Hans Hofmann, Ad Reinhardt, Pierre Soulages, Adolph Gottlieb, Per Kirkeby o els artistes valencians agrupats entorn del Grup Parpalló.
4. La Realitat i les seues cròniques inclou un ampli conjunt d'artistes que tenen en comú una mirada irònica, al mateix temps que crítica sobre la realitat que ens embolica. Aquest eix de la col·lecció de l'IVAM s'iniciaria en els anys trenta amb els fotomuntatges de John Heartfield, George Grosz o del valencià Josep Renau. Continuaria amb les obres dels anys seixanta i setanta del Pop Art europeu i americà de Richard Hamilton, Öyvind Fahlström, Sigmar Polke, Martial Raysse o James Rosenquist; les aportacions espanyoles d'Eduardo Arroyo i també de l'anomenada figuració madrilenya i, molt especialment, la contribució de l'art realitzat des de la Comunitat Valenciana que va des de l'Equip Realitat, Equip Crònica, Anzo o Joan Genovés, fins a determinades aportacions pictòriques contemporànies. Aquest eix s'estendria fins a incloure la denominada Nova Escola Valenciana del Còmic, des de Daniel Torres a Paco Roca.
5. Cartografies urbanes és un eix que té la pretensió d'estructurar tant el conjunt d'obres que des de l'inici de la Modernitat a principis del segle XX fins a l'actualitat posseeix la col·lecció de l'IVAM, com aprofundir en el gran nombre d'artistes que en l'actualitat estan treballant sobre el mateix tema. Es tracta de les aportacions que, des de la fotografia, la pintura, l'escultura o el vídeo s'han acostat a l'espai urbà o al debat sobre la relació entre l'espai públic i privat com a centre neuràlgic de les diferents pràctiques artístiques i socials. Ací està el cas, per exemple de César Domela, Paul Citroen, George Grosz, Horacio Coppola, William Klein, Lee Friedlander, Gordon Matta Clark, Guillermo Kuitca, Gabriele Basilico, Hannsjörg Voth, Marjetica Potrc o el valencià Miquel Navarro.

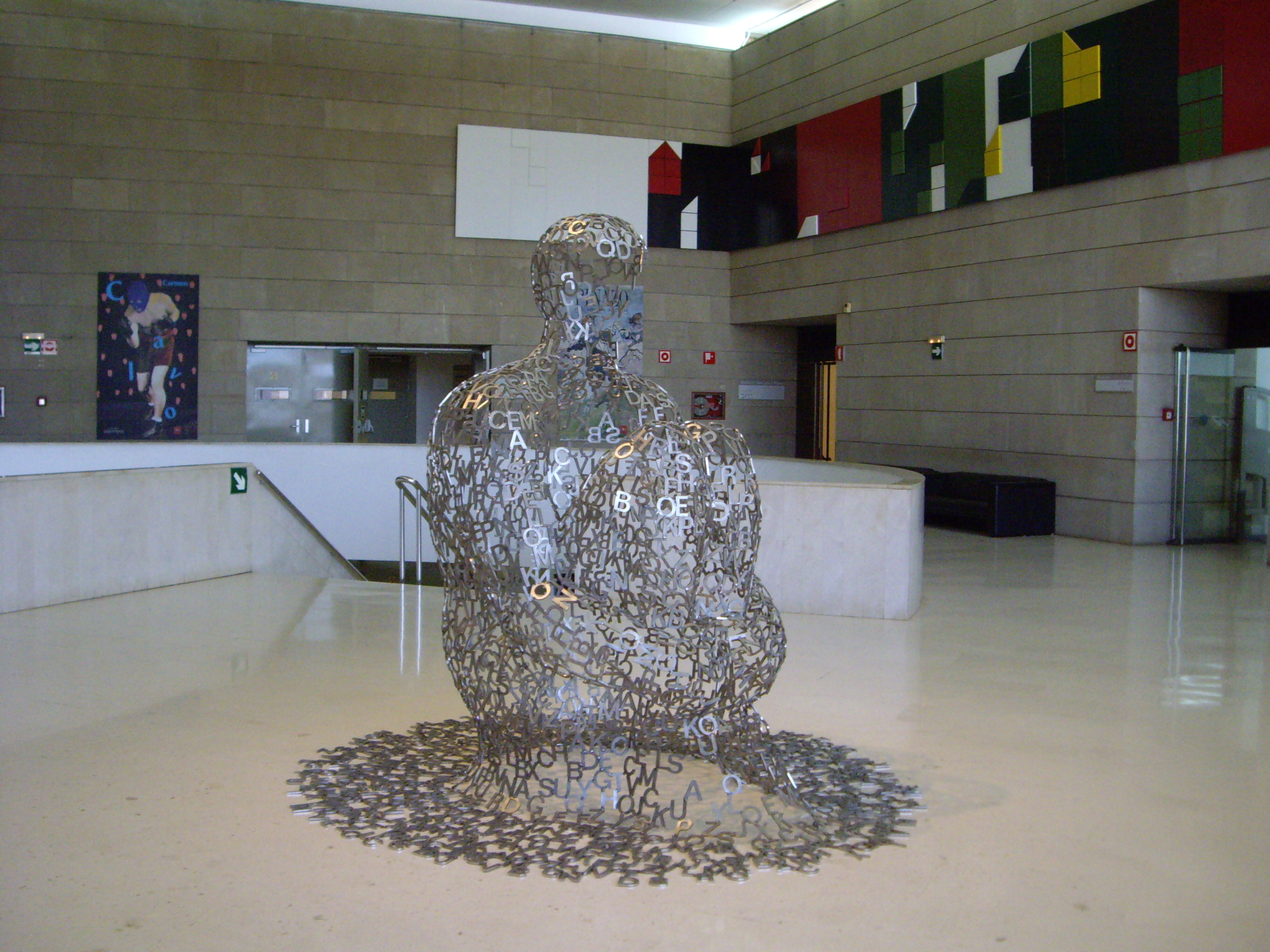
Estàtua de Jaume Plensa a l'interior de l'IVAM

6. Estàtua de Jaume Plensa a l'interior de l'IVAMMitologies individuals tracta d'arreplegar la multiplicitat de discursos d'artistes difícils de classificar en posseir un discurs molt personal vinculat sovint a temes com la memòria subjectiva, el joc d'identitats l'autobiografia, els sentits poètics… Els seus temes de configuració artística es vinculen a símbols individuals i a una estructura peculiar de les seues vivències, la qual cosa té un paper molt significatiu en les obres d'artistes contemporanis presents en la col·lecció de l'IVAM com ara Robert Frank, Bruce Nauman, Christian Boltanski, Cindy Sherman, James Lee Byars, Juan Muñoz o Cristina Iglesias.
7. Un conjunt d'artistes porten anys treballant amb dispositius tecnològics a analitzar de quina manera la revolució digital és un fet que està present en la nostra vida quotidiana i altera considerablement la nostra relació amb el món o de quina forma ens obrim cap a les noves creacions en línia que estan alterant la nostra perspectiva de la realitat. En la col·lecció tenim alguns exemples, des dels pioners com ara Dara Birnbaum, Gary Hill o Antoni Muntadas, hasta Joan Fontcuberta, Dionisio González o José Antonio Orts.
8. Juli González

 La col·lecció, formada per 394 obres de l'artista, inclou escultures, dibuixos, pintures i orfebreria. La major col·lecció d'aquest important artista inclou algunes de les seues millors obres: Els enamorats, Dona davant el mirall, Daphne, Cap davant el mirall, Dona reclinada llegint, La cabellera, Mà esquerra estesa, Home catus ballant, Nu assegut d'esquena, Senyor cactus, entre d'altres. Les obres inclouen totes les èpoques, períodes i estils del pintor, amb obres dels anys 20, 30 (els seus anys més prolífics), i 40 (la seua maduresa artística). La gran part d'aquesta col·lecció prové de les donacions de Carmen Martínez i de Vivian Grimminger, hereves de González.
1. Ignasi Pinazo

 El museu compta amb un ampli fons d'obres del pintor, amb més de 100 quadres i 600 dibuixos. Entre les obres destacades de l'artista al museu es troben: Tendals, El corral de la casa de Marco, Cementeri, Grup de Gent, A la porta de l'estudi, Ametllers en flor, Vespre a l'escullera (considerada la seua obra mestra. La col·lecció inclou obres sobre paper (aquarel·les, dibuixos ...), i pintures, que cobreixen tots els estils del pintor des de la dècada de 1860 fins al nou segle.

## Edificis

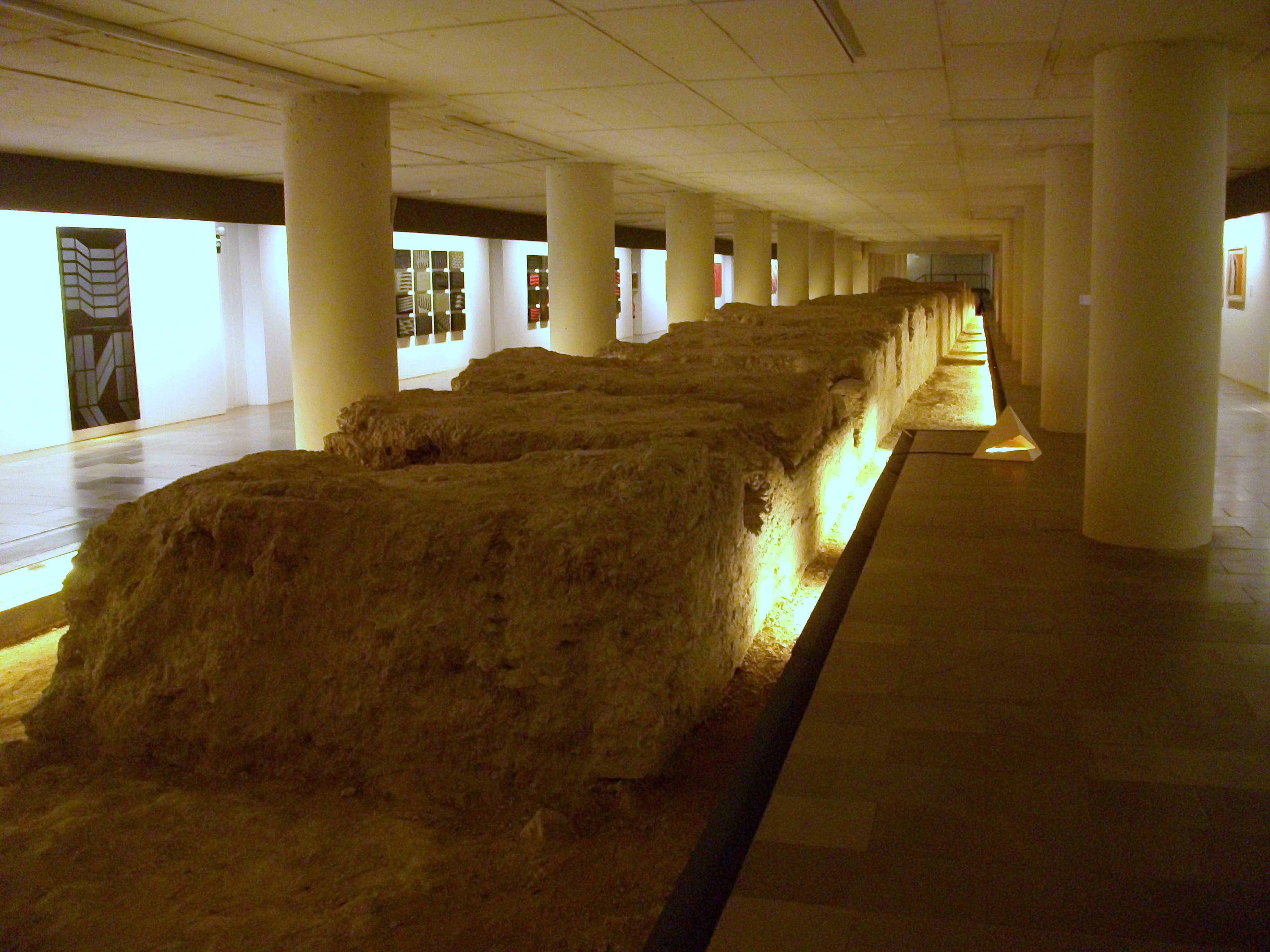
Sala de la Muralla

El museu valencià compte amb dos espais per a les exposicions: 
- Centre Julio González. Construït el 1989 alberga els fons del museu i altres obres de caràcter temporal. El 2001 va ampliar el seu espai dedicat a l'exposició amb dues sales noves. El 60% del seu espai s'usa per a albergar un total de set galeries. Aquestes tenen un caràcter museístic clàssic.
- Sala de la Muralla. Està situada al soterrani del centre Julio González i va ser inaugurada el 1991. Acull les restes d'una antiga muralla medieval construïda en la segona meitat el segle xiv a la ciutat de València i és dedicada bàsicament a exposicions de fotografia i dibuix.